# Scuola archeologica italiana di Atene

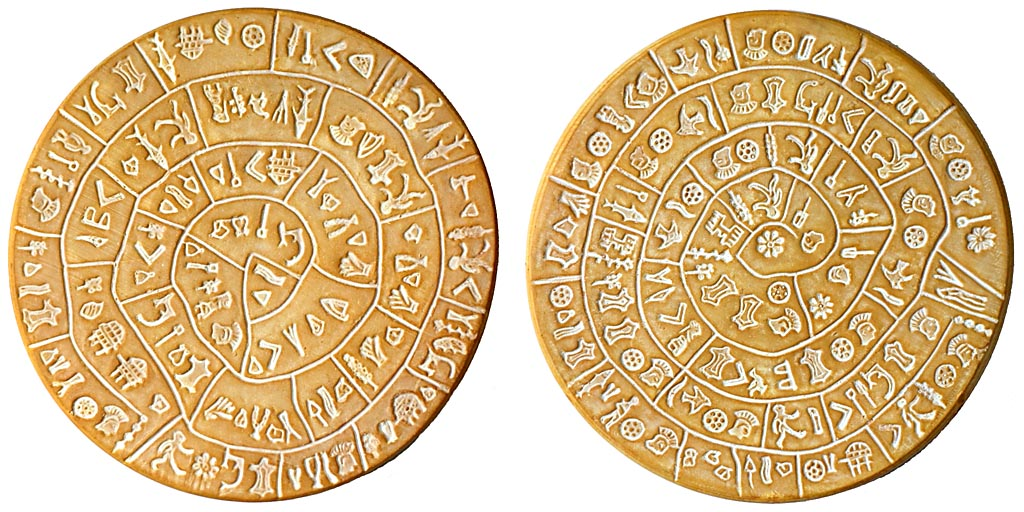
Il Disco di Festo, trovato nel corso degli scavi nel palazzo minoico di Festòs condotti dalla Società archeologica italiana.

La Scuola archeologica italiana di Atene (in acronimo SAIA) è l'ente che dirige e coordina le missioni archeologiche in territorio greco promosse dalle università e dagli istituti di ricerca italiani. La SAIA è uno dei 17 istituti archeologici stranieri operanti oggi ad Atene.

## Finalità
«Scopo della Scuola è di promuovere l'alta cultura archeologica della nazione, di fornire ai licenziati della Real scuola di archeologia di Roma e ai laureati nelle discipline classiche delle Università e degli Istituti superiori d'istruzione italiani il mezzo di perfezionarsi negli studi di archeologia in generale e delle antichità greche in particolare, e di prendere parte all'esplorazione dell'Oriente ellenico con viaggi, ricerche e scavi. Essa servirà inoltre come centro e stazione agli archeologi italiani che si recheranno in Grecia per studi speciali, sarà il punto di convegno fra dotti italiani e dotti greci, il mezzo per favorire e cementare i rapporti scientifici fra le due nazioni che hanno comuni i vincoli e le tradizioni della civiltà classica» (art.2 del regolamento annesso alla legge istitutiva della Scuola).

## Storia
Prima che la scuola inizi ufficialmente le sue attività scientifiche e formative nel 1909 bisogna registrare un lungo periodo di frequentazione di studiosi italiani con la Grecia e le sue antichità, fin dal XV secolo (basti citare per tutti il nome di Ciriaco d'Ancona).
Nel 1884, quando ormai già gli allievi del III anno della Scuola di specializzazione di Roma andavano regolarmente a formarsi in Grecia, a Creta Federico Halbherr, allievo di Domenico Comparetti, con la scoperta della Grande Iscrizione delle leggi di Gortina, dà ufficialmente inizio alla moderna stagione archeologica italiana in Grecia.
Così il 9 maggio 1909, il parlamento approvò il R.D. n. 373, con il quale "È istituito in Grecia, con sede in Atene, un Istituto italiano di archeologia col nome di «R. scuola archeologica italiana di Atene»" (G.U. 30 giugno 1909, n. 151), che andava a sostituire la precedente Missione archeologica italiana di Creta istituita dieci anni prima. Il primo direttore è un allievo di Halberr, Luigi Pernier.
I primi lavori della Scuola si concentrano ovviamente su Creta, e soprattutto su Gortyna, Priniàs, Festòs e Haghia Triada.
Dopo il primo conflitto mondiale, il nuovo direttore della Scuola, lo storico dell'arte Alessandro Della Seta, inaugura una nuova stagione dell'impegno italiano nell'Egeo, con l'apertura dei nuovi cantieri di scavo sull'isola di Lemno: la città classica di Hefestia, e soprattutto il grandioso insediamento dell'età del Bronzo di Poliochni.
Dopo il periodo della II guerra mondiale, segnato dalla rimozione di Della Seta perché ebreo, e dall'arresto del successore Luciano Laurenzi da parte dei tedeschi, un nuovo periodo della storia della Scuola è caratterizzato dalla direzione, lunga trent'anni, di Doro Levi. Continuano gli scavi al grande palazzo minoico di Festòs, si conducono indagini a Iasos (Turchia).
Dal 1977 al 2000 la direzione passa ad Antonino Di Vita, segnata dall'approfondimento degli studi sulla colonizzazione greca e i rapporti tra la Grecia, l'Italia Meridionale e la Sicilia nei primi secoli della civiltà greca, dalla ripresa in grande dell'esplorazione archeologica di Gortyna, e dal recupero della grande messe di studi che derivavano dalla attività degli archeologi italiani durante l'occupazione italiana del Dodecanneso (fra cui un posto particolare occupa Mario Segre). Fra gli insegnanti si annoverano, tra gli altri, il Vicedirettore Vincenzo La Rosa ed Edoardo Tortorici. Dal 2016 il direttore della Scuola è Emanuele Papi, subentrato a Emanuele Greco.
Dal 1987 la Scuola tiene anche corsi di specializzazione biennali e corsi di perfezionamento annuali a cui si accede per concorso nazionale bandito con cadenza annuale.

## Sedi
Ha la sua sede amministrativa a Roma, nel Complesso monumentale di San Michele a Ripa Grande, in via di San Michele 22, e quella scientifica direttamente ad Atene, in Odos Parthenonos 14.

## Missioni di scavo
Attualmente la Scuola svolge attività nei seguenti luoghi: Gortina, Lemno, Egialea, Thourìa.

## Pubblicazioni
L'Annuario della Scuola archeologica italiana di Atene e delle missioni italiane in Oriente, pubblicato sin dal 1914, è il principale organo di pubblicazione del lavoro compiuto direttamente o indirettamente dalla Scuola. In esso vengono pubblicate le relazioni scientifiche sulle campagne di scavo della Scuola, una nutrita serie di articoli scientifici, recensioni delle principali novità editoriali in campo archeologico. La rivista è internazionalmente apprezzata per l'alto livello dei contributi alla ricerca scientifica che offre.
Dal 2002 viene pubblicato semestralmente anche un notiziario che informa brevemente delle attività di scavo e di studio svolte dalla Scuola.